# Tierser Bach
Der Tierser Bach (auch Breibach, Breienbach oder Braienbach; italienisch rio Bria) ist ein 15,2 Kilometer langer linker Zufluss des Eisacks in Südtirol. Er entspringt im Gebiet des Naturparks Schlern-Rosengarten und fließt bei Blumau in den Eisack. Der Tierser Bach entwässert das Tierser Tal (63 km²). Am Bach bestehen zwei Ableitungen, die der Stromerzeugung dienen. Wichtigste Zuflüsse sind der Tschaminbach und der Manötschbach. Von der Ortschaft Breien, die unterhalb Tiers gelegen ist, bis zur Mündung in den Eisack bildet der Tierser Bach die Gemeindegrenze zwischen Völs und Karneid.

## Geschichte
Der Tierser Bach wird ersturkundlich in einem Diplom Kaiser Konrads II. von 1027 für das Hochstift Trient (Übertragung der Grafschaften Vinschgau und Bozen) als „Bria fluvius“ genannt; die entsprechende Urkunde wurde jedoch im späten 13. Jahrhundert im Interesse Graf Meinhards II. von Tirol-Görz verunechtet.
Der Tierser Bach bildete auch einen Teil der mittelalterlichen Abgrenzung zwischen den Diözesangebieten von Brixen und Trient, wie dies bereits aus einer Grenzbeschreibung von ca. 1100 hervorgeht.